# Doanh trại Selimiye

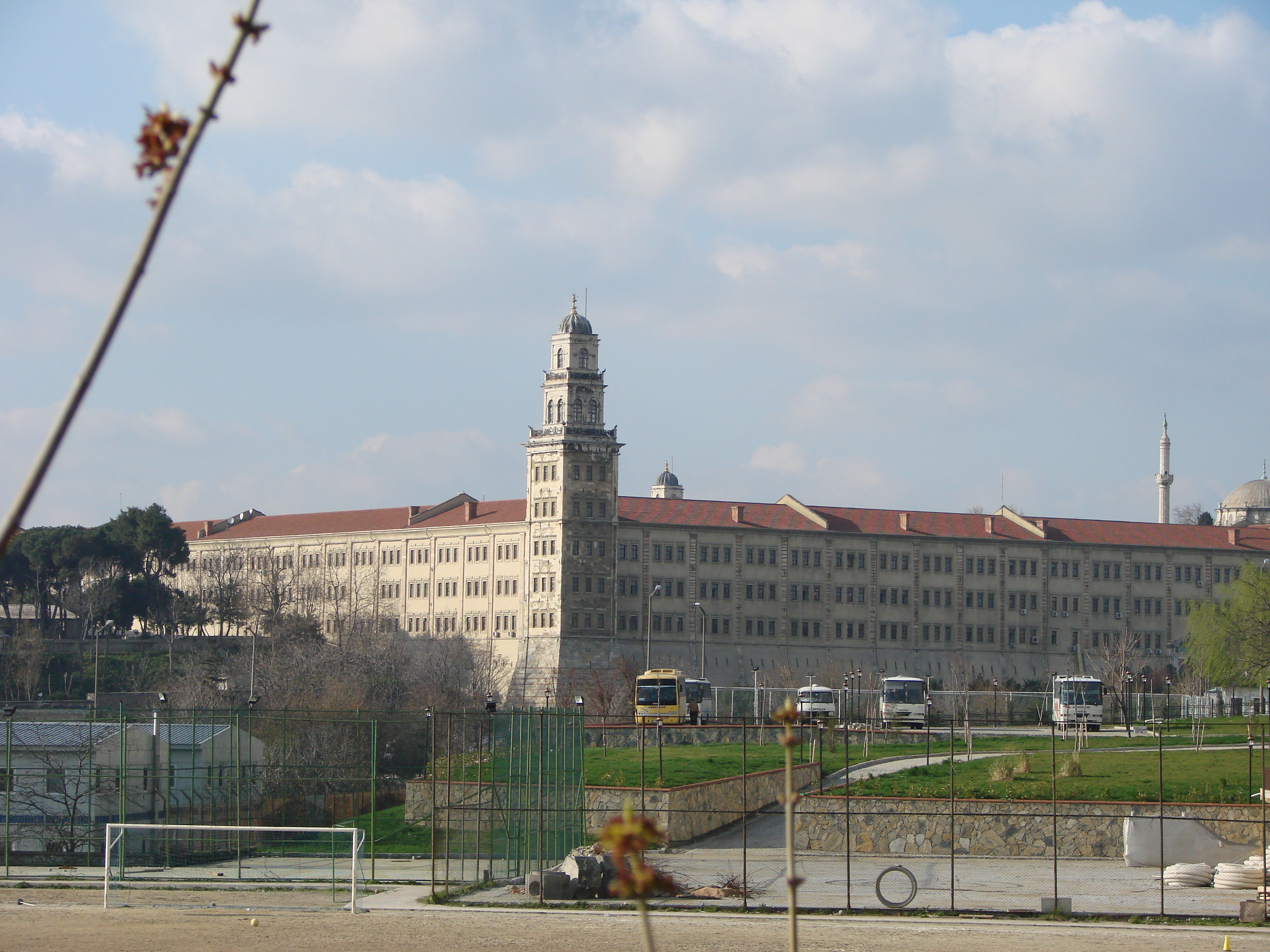
Doanh trại Scutari

Doanh trại Selimiye hay còn được gọi là Doanh trại Scutari (tiếng Thổ Nhĩ Kỳ: Selimiye Kışlası) là một doanh trại của quân đội Thổ Nhĩ Kỳ nằm tại huyện Üsküdar một phần của Istanbul hướng về châu Á của Thổ Nhĩ Kỳ. Nó được xây dựng đầu tiên vào năm 1800 bởi Sultan Selim III để dành cho những người lính của quân đội thường trực mới thành lập trong khuôn khổ của những nỗ lực cải cách quân đội Ottoman "Nizam-i Cedid ".

## Xây dựng
Các doanh trại ban đầu được xây dựng bằng vật liệu chủ yếu là gỗ và được thiết kế bởi kiến trúc sư nổi tiếng tiếng người Armenia là Krikor Balyan đã bị đốt cháy vào năm 1806 bởi những người chống lại cải cách. Theo lệnh của Sultan Mahmud II, phải xây dựng lại các doanh trại bằng đá và bắt đầu khởi công từ năm 1825 và nó đã được hoàn thành vào ngày 06 tháng 02 năm 1828. Doanh trại này là một tòa nhà hình chữ nhật khổng lồ (200 x 267 mét) với một mặt bằng để cho các cuộc diễu hành lớn ở khu trung tâm. Cấu trúc có ba tầng trên và hai tầng cánh phía đông do địa hình nghiêng. Trong suốt triều đại của Sultan Abdülmecid, doanh trại được cải tạo hai lần, lần đầu tiên năm 1842-1843 và một lần nữa trong hai năm 1849-1850. Trong quá trình này, một tòa tháp cao bảy tầng nằm trong bốn góc, tạo cho doanh trại có hình dáng như ngày hôm nay.

## Trong chiến tranh

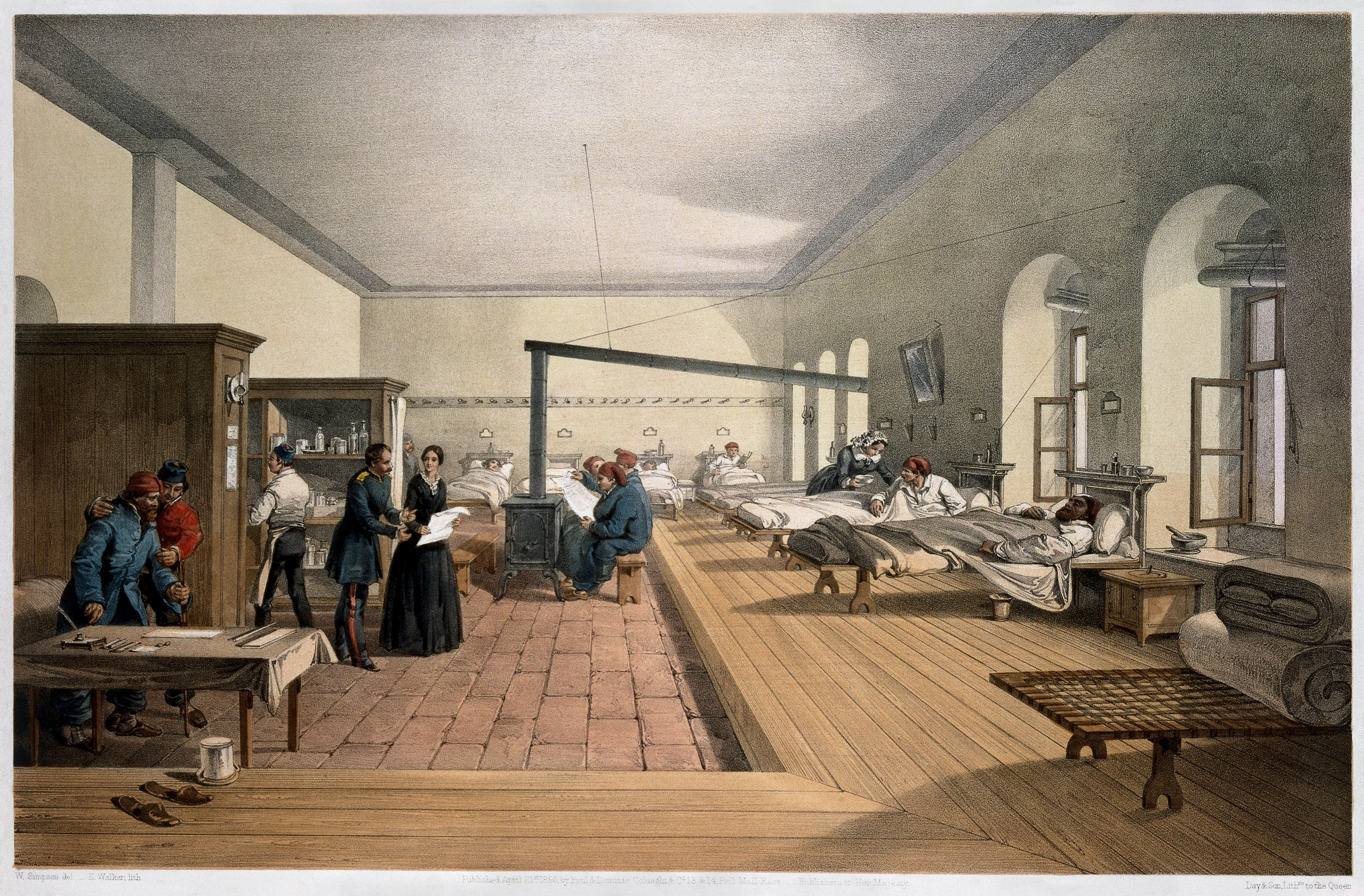
Doanh trại Scutari trong chiến tranh đã trở thành một bệnh viện dã chiến

Trong cuộc chiến tranh Crimean (1854-1856), doanh trại đã được bàn giao cho quân đội Anh, trên đường từ nước Anh đến Krym. Sau đó, doanh trại đã chuyển đổi thành một bệnh viện dã chiến. Ngày 04 tháng 11 năm 1854, Florence Nightingale đến Scutari với 38 y tá tình nguyện viên. Họ chăm sóc cho hàng ngàn binh sĩ bị thương và bị nhiễm trùng cho đến khi cô này trở về nhà vào năm 1857 và được chào đón như một nữ anh hùng. Khoảng 6.000 binh sĩ đã chết trong trại lính này trong thời kỳ chiến tranh, chủ yếu là do nguyên nhân bị nhiễm dịch tả. Những người chết được chôn cất tại một nghĩa địa bên cạnh doanh trại, mà sau đó đã trở thành nghĩa trang Haydarpaşa.

## Ngày nay
Ngày nay, tháp canh phía bắc doanh trại là một bảo tàng. Và trong thời kỳ Cộng hòa, Trại Selimiye đã được sử dụng cho mục đích khác nhau như trường trung học và nhà tù. Ngày nay, nó phục vụ như là trụ sở quân đội. Doanh trại Selimiye nằm trong khu Harem khu vực giữa Üsküdar và Kadıköy, gần biển Marmara. Con đường cao tốc kết nối đến cuối trạm xe buýt và một đường bộ đường cao tốc Istanbul-Ankara chạy gần bên cạnh doanh trại.